# Можарское (озеро, Калмыкия, восточное)
Можарское — пересыхающее бессточное горько-солёное озеро в Черноземельском районе Калмыкии. Расположено на Прикаспийской низменности в 8,5 километрах к северо-востоку от посёлка Прикумский. Входит в систему Состинских озёр. Окружено солончаком.
Площадь — 4,27 км². Водоём относится к Западно-Каспийскому бассейновому округу.
Озеро летом пересыхает, питается талыми и дождевыми водами.

## Хозяйственное использование
До революции на озере добывалась поваренная соль. По анализу 1847 года, соль этого озера содержала: хлористого натрия 96,3 %, сернокислой магнезии 0,73, сернокислой извести 0,48, воды 1,94 и нерастворимых веществ 0,55 %. Соли добывалось ежегодно средним числом от 200 до 300 тыс. пудов, и главным образом она предназначалась для пополнения соляных магазинов Ставропольской губернии и для казаков Терской и Кубанской областей.